# Episodi di Insecure (quarta stagione)
La quarta stagione della serie televisiva Insecure, composta da 10 episodi, è stata trasmessa sul canale statunitense HBO dal 12 aprile al 14 giugno 2020.
In Italia, la stagione è stata interamente pubblicata il 26 settembre 2020 sul servizio on demand Sky Box Sets.
| nº | Titolo                | Prima TV USA   | Pubblicazione Italia |
| -- | --------------------- | -------------- | -------------------- |
| 1  | Lowkey Feelin' Myself | 12 aprile 2020 | 26 settembre 2020    |
| 2  | Lowkey Distant        | 19 aprile 2020 | 26 settembre 2020    |
| 3  | Lowkey Thankful       | 26 aprile 2020 | 26 settembre 2020    |
| 4  | Lowkey Losin' It      | 3 maggio 2020  | 26 settembre 2020    |
| 5  | Lowkey Movin' On      | 10 maggio 2020 | 26 settembre 2020    |
| 6  | Lowkey Done           | 17 maggio 2020 | 26 settembre 2020    |
| 7  | Lowkey Trippin'       | 24 maggio 2020 | 26 settembre 2020    |
| 8  | Lowkey Happy          | 31 maggio 2020 | 26 settembre 2020    |
| 9  | Lowkey Trying         | 7 giugno 2020  | 26 settembre 2020    |
| 10 | Lowkey Lost           | 14 giugno 2020 | 26 settembre 2020    |